# Shahrestān di Miandorud
Lo shahrestān di Miandorud (farsi شهرستان میان‌دورود) è uno dei 20 shahrestān della provincia del Mazandaran, il capoluogo è Surak. Lo shahrestān è suddiviso in 2 circoscrizioni (bakhsh): 
- Centrale (بخش مرکزی), con la città di Surak
- Goharbaran (بخش گهرباران)